# 9758 Даїнті
9758 Даїнті (9758 Dainty) — астероїд головного поясу, відкритий 13 квітня 1991 року.
Тіссеранів параметр щодо Юпітера — 3,301.